# Cine de Fiyi
Fiyi empezó a producir sus propios largometrajes en 2004, y sólo ha producido uno hasta la fecha. The Land Has Eyes (2004), de Vilsoni Hereniko, está ambientada en Rotuma y protagonizada por la actriz rotumana Sapeta Taito en su rol de début, junto con la actriz neozelandesa Rena Owen.
2004 fue el año en que también se produjo la película Reel Paradise (Estados Unidos). La película narra la historia de la vida real del cineasta independiente estadounidense John Pierson, quien, en 2002, llevó a su esposa y sus dos hijos a la isla de Taveuni en Fiyi para vivir durante un año y utilizó un cine vacío para proyectar películas de forma gratuita.
Boot Camp (2007), protagonizada Mila Kunis y Peter Stormare, fue rodada en parte en Fiyi, pero no es una película hecha en Fiyi.
Aunque Fiyi solo ha producido una película, la Comisión Audiovisual de Fiyi tiene como objetivo atraer a cineastas extranjeros e incitarlos a utilizar el país como escenario. La Comisión declaró en julio de 2008 que esperaba que Fiyi fuera conocido como "Bulawood", el Hollywood de los Mares del Sur. 
Fiyi tiene una gran minoría étnica india, y las películas de Bollywood son populares tanto entre los Indios de Fiyi y los nativos fiyianos, llegando a haber algunas dobladas al fiyiano.